# Kościół świętych Wita i Modesta w Rzymie
Kościół świętych Wita i Modesta w Rzymie (wł. Chiesa dei Santi Vito e Modesto) – rzymskokatolicki kościół tytularny w Rzymie. 
Świątynia ta jest kościołem parafialnym parafii Santa Maria Maggiore in san Vito oraz kościołem tytularnym.

## Lokalizacja
Kościół znajduje się w XV Rione Rzymu – Esquilino przy Via Carlo Alberto 47. Świątynia zlokalizowana jest obok Bramy Eskwilińskiej w murach serwiańskich. Obecnie wejście do kościoła znajduje się od strony Via di San Vito, natomiast od strony Via Carlo Alberto (czyli od strony apsydy) jest wprawdzie neobarokowa fasada, ale bez czynnego wejścia.

## Patroni
Pierwszym patronem świątyni był św. Wit – chłopiec, który poniósł śmierć męczeńską za wiarę chrześcijańską ok. 304 roku. Jest on zaliczany do grona Czternastu Świętych Wspomożycieli. W XI wieku popularna stała się niehistoryczna legenda opisująca męczeństwo św. Wita, która łączyła go z dwoma innymi męczennikami: Modestem i Krescencją. Mieli oni być małżeństwem, odpowiednio wychowawcą i niańką młodego Wita. W związku z popularnością tej legendy do dedykacji kościoła dodano również św. Modesta. Zmiany nazwy kościoła pociągały za sobą zmiany brzmienia tytułu kardynalskiego, do którego w XVI wieku dodano również św. Krescencję.

## Historia
Kościół został po raz pierwszy odnotowany w Liber Pontificalis w odniesieniu do czasów papieża Leona III (795–816). Określany był wtedy jako San Vito in Macello Martyrum. Wiadomo, że w XI wieku przy kościele działała diakonia, czyli miejsce będące ośrodkiem działalności charytatywnej. Około 1450 roku kościół popadł w ruinę.
W 1474 roku papież Sykstus IV wybudował obecny kościół. Prace archeologiczne nie wykazały pozostałości poprzedniej świątyni pod aktualnym kościołem i nie wiadomo gdzie dokładnie stał stary kościół, chociaż przypuszcza się, że w pobliżu. Nowy kościół został przekazany zakonowi cystersów.
Parafia została utworzona w 1824 roku. W 1836 roku kościół został odrestaurowany przez Pietro Camporese. Pod koniec XIX wieku podjęto dalsze prace przy świątyni. Stwierdzono wówczas, że praktycznej będzie odwrócić orientację kościoła i zrobić nowe wejście przez apsydę. W związku z tym wybito otwór w ścianie apsydy i od jej strony dodano neobarokową fasadę w 1900 roku. Kolejna renowacja miała miejsce w latach 1973–1977, wiązała się ona z powrotem do poprzedniej orientacji i usunięciem niektórych dekoracji.

## Architektura i sztuka
Kościół jest prostą budowlą z nawą i półokrągłą apsydą. Został wzniesiony z czerwonej cegły i pewnej ilości małych bloków z trawertynu. Z obu boków są po trzy okna.
Podczas ostatniej renowacji fasadę pozbawiono wszystkich sztukaterii. W efekcie ma ona tylko okrągłe okno i marmurową ramę wokół drzwi. Z drugiej strony kościoła (czyli od strony apsydy) jest neobarokowa dwukondygnacyjna fasada z trawertynu. Pierwsza kondygnacja ma parę doryckich pilastrów na wysokich cokołach, podtrzymujących belkowanie zdobione tryglifami. Nad drzwiami znajduje się półkoliste okno, otoczone parą małych pustych tond. W drugiej kondygnacji jest poziome prostokątne okno w barokowej ramie. Elewację wieńczy trójkątny fronton.
We wnętrzu kościoła znajdują się dwie kaplice boczne umieszczone w niszach po obu stronach. Zwieńczone są one wystającymi daszkami. W kaplicy po prawej stronie znajduje się fresk Matka Boża z Dzieciątkiem i świętymi, przypisywany Antoniazzo Romano. Obok Madonny umieszczono świętych Krescencję i Modesta, a w panelach poniżej Sebastiana, Małgorzatę i Wita. U góry znajduje się tondo z Chrystusem. W lewej kaplicy znajduje się XIX-wieczny fresk przedstawiający Matkę Bożą dającą różańce św. Dominikowi i Katarzynie ze Sieny.

## Kardynałowie diakoni
Kościół jest jednym z kościołów tytularnych nadawanych kardynałom-diakonom (Titulus Sanctorum Viti, Modesti et Crescentiae). Nazwa tytułu kardynalskiego z biegiem czasu ulegała zmianom. Pierwotnie tytułem był San Vito in Macello Martyrum, od XII wieku został zmieniony na Santi Vito e Modesto, a od XVI wieku na Santi Vito, Modesto e Crescenzia.
- Leon (ok. 1108-1117)
- Grzegorz (1123)
- Rainald (1131)
- Boecjusz (1135-1138)
- Rinaldo Brancaccio (1385-1427)
- Antonio Jacopo Venier, kardynał prezbiter pro hac vice (1473-1476)
- Giovanni Battista Savelli (1480-1481)
- Ascanio Sforza (1484-1505)
- Carlo Domenico del Carretto (1505-1509)
- Nicolò Ridolfi (1517-1534)
- Guido Ascanio Sforza (1534-1540)
- Reginald Pole (1540)
- Niccolò Gaddi (1545-1550)
- Carlo Carafa (1555-1560)
- Karol Boromeusz (1560)
- Carlo Visconti, kardynał prezbiter pro hac vice (1565)
- Guido Luca Ferrero (1566-1585)
- Ascanio Colonna (1587-1588)
- Bonviso Bonvisi (1599)
- Lelio Biscia (1626-1633)
- Benedetto Ubaldi (1634-1644)
- Federico Sforza (1645-1656)
- Francesco Maria Mancini (1660-1670)
- Giovanni Delfino, kardynał prezbiter pro hac vice (1670-1699)
- Fabio Olivieri (1715-1738)
- Carlo Maria Marini (1738-1739)
- Domenico Orsini d’Aragona (1744-1753)
- Giuseppe Livizzani (1753-1754)
- Luigi Maria Torregiani (1754-1765)
- Andrea Negroni (1765-1779)
- Giovanni Serafini (1843-1846)
- Vincenzo Santucci (1853-1854)
- Gaspare Grasselini CO (1856-1867)
- Edoardo Borromeo (1868-1878)
- Carlo Cristofori (1885-1891)
  - Francesco di Paola Cassetta in commendam (1901-1905)
- Eugène Tisserant (1936-1937), kardynał prezbiter pro hac vice (1937-1939)
- José María Bueno y Monreal, kardynał prezbiter pro hac vice (1959-1987)
- Umberto Betti OFM (2007-2009)
- Giuseppe Bertello (2012-nadal)